# طاهر رحیم
طاهر رحیم (زادهٔ ۴ ژوئیه ۱۹۸۱) یک هنرپیشه فرانسوی الجزایری است.

## زندگی
وی زادهٔ شهر بلفور در شرق فرانسه است. اصالت خانواده او مربوط به منطقه وهران در کشور الجزایر است.
عمده شهرت وی به خاطر نقش آفرینی در فیلم یک پیامبر به کارگردانی ژاک اودیار در سال ۲۰۰۹ در نقش مالک الجبنا است که جایزه بهترین بازیگر در جشنواره فیلم سزار فرانسه را برای او به ارمغان آورد.
او همچنین بازیگر نقش سمیر در فیلم گذشته (Le Passe -۲۰۱۳) ساخته اصغر فرهادی است.

## فیلم‌شناسی
از فیلم‌هایی که وی در آن نقش داشته است، می‌توان به عقاب، یک پیامبر، گرند سنترال، گذشته و ناپلئون اشاره کرد.

## نگارخانه

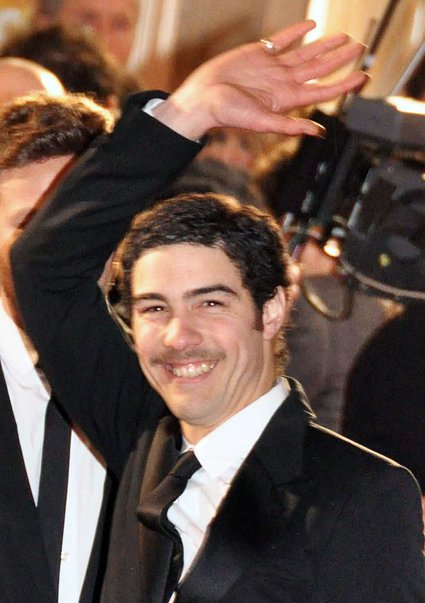